# Sarosa sesiiformis
Sarosa sesiiformis är en fjärilsart som beskrevs av Walker 1854. Sarosa sesiiformis ingår i släktet Sarosa och familjen björnspinnare. Inga underarter finns listade.